# 周保松

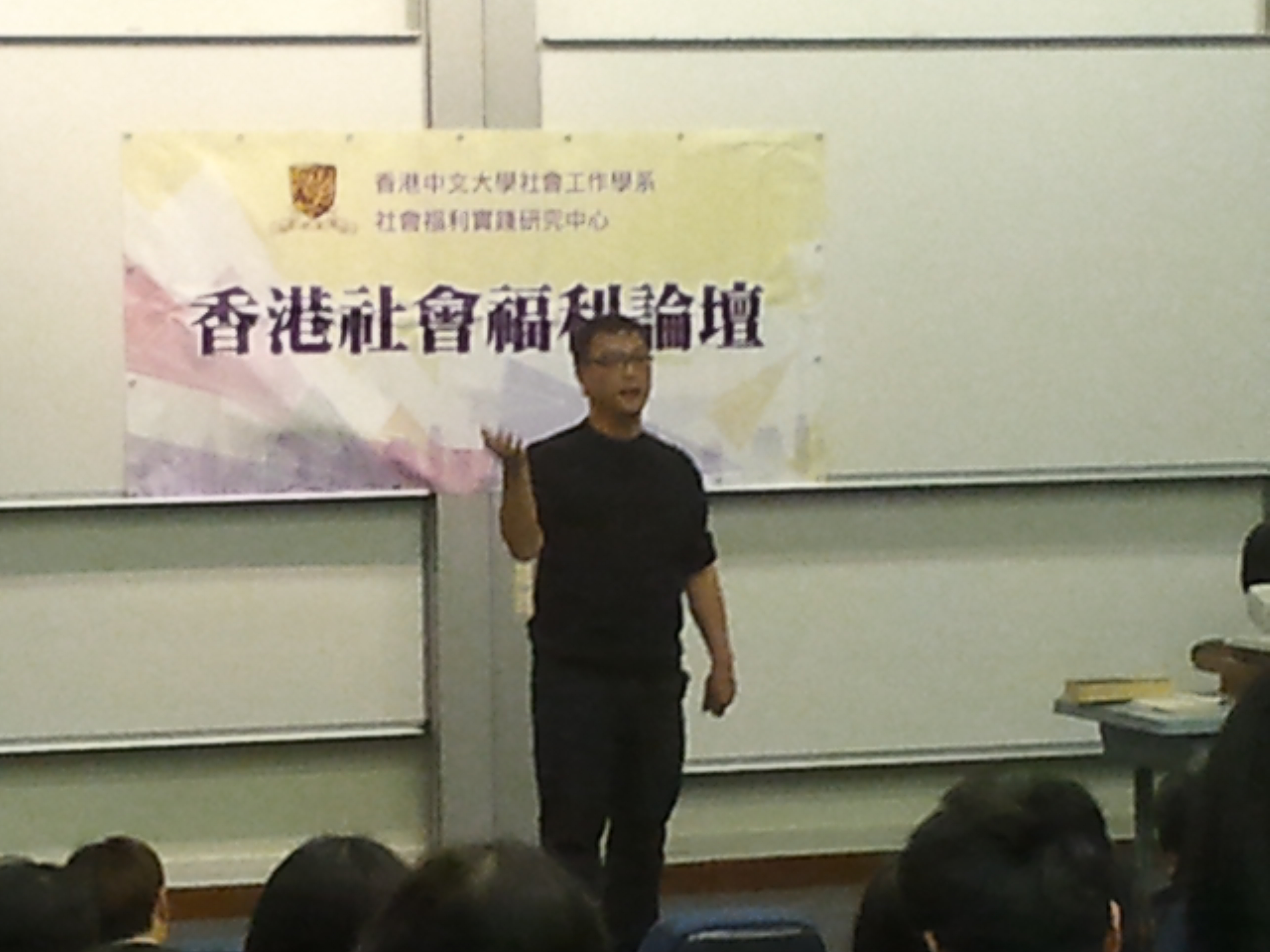
周保松在研討會中發言

周保松（英語：Chow Po Chung，1969年12月28日—），香港哲學學者，自由主義者，香港中文大學政治與行政學系副教授。

## 簡介
周保松出生於中國廣東省化州縣（今化州市），早年在化州生活，入讀上帝廟小學，一年級下學期轉讀廣州市天河區長征小學，1985年移民香港且就讀大角咀福全街的高雷中學（中一至中二），1987年入讀何文田官立中學，1989年獲選香港10大傑出學生；1991年入讀香港中文大學工商管理系，因受陳特教授所影響，大三時決定轉至哲學系，取得哲學系文學士學位。本科畢業後於英國約克大學取得政治理論文學碩士。2006年，於英國倫敦政治經濟學院取得政治哲學博士學位。現為香港中文大學政治與行政學系教授，研究方向為當代政治哲學、倫理學和社會學，重點在自由主義和社會正義理論。出版著作有《政治哲學對話錄》、《相遇》及一系列學術論文。其本人有開通新浪微博，在一五一十部落有其文章匯總。
2014年5月，周保松原本打算在中山大學舉行講座，但因為臨近六四天安門事件25週年而被取消；雖然如此，超過200名學生仍然自發到教室，朗誦有關自由的詩作及討論關於自由的議題，還唱起了《Do you hear the people sing》、《不再猶豫》歌曲。
2018年6月11日，因他在新浪微博发表了有关于大学生和社会责任、推动社会公正的文章，加之此前他曾在微博隐晦提及有关六四事件的内容，其微博账号遭注销。

## 思想
周保松主張自由主義，肯定自由是可貴，並且認為各人皆可自由選擇自己幸福人生，社會制度亦應如此，以容許社會各人可充分選擇與追求自己之理想人生。

## 爭議事件
在「本土優先論」的議題上，以「自由左翼」自居的周保松被「本土派」冠以左膠的名號，對此，他在接受《信報財經月刊》訪問時表示：「我經常公開呼籲不要叫人左膠，因為很侮辱人，總之不同意你就叫你左膠，說你收共產黨錢，令你人格受損，然後不能再討論下去了。」  
1993年11月13日，香港中文大學30周年校慶，舉辦了盛大的「開放日」慶祝。當日百萬大道會場坐滿了嘉賓，高錕校長被邀到台上致辭。正當他要發言時，突然有十多位學生衝出來，手持標語，高叫反對開放日口號，會場霎時亂成一團。高校長一個人在台上，手裡拿著講稿，呆呆站著苦笑。與此同時，有學生搶了台上的麥克風，還有兩位爬到典禮正前方的「飯煲底」── 中文大學科學館演講大樓頂層，用一條寫著「兩天虛假景象，掩飾中大衰相」的橫額將中大校徽遮蓋，事件擾攘十多分鐘後，高錕校長才有機會將開幕詞匆匆講完。典禮結束後，高校長打算離開，《中大學生報》記者周保松上前採訪，高聲詢問：「校方會不會處分示威的同學？」高錕校長語氣平靜地邊走邊回答：「處分？我為什麼要處分他們？他們有表達意見的自由」。周保松認為，學生之所以會抗議，是要公开揭露大学之醜相，让外界知道中大30年没什么值得庆祝，藉此激起更多对大学教育的反思。

## 著作
- 《左翼自由主義：公平社會的理念》
- 《政治的道德，從自由主義的觀點看》
- 《相遇》
- 《自由人的平等政治》（論述自由主義）
- 《走进生命的学问》
- 《小王子的領悟》
- 《在乎》
- 《我們的黃金時代》